# Chadurie
Chadurie est une commune du Sud-Ouest de la France, située dans le département de la Charente (région Nouvelle-Aquitaine).
Ses habitants sont les Chaduriens et les Chaduriennes.

## Géographie

### Localisation et accès
Chadurie est une commune située à 17 km au sud d'Angoulême.
Elle est aussi à 7 km de Mouthiers-sur-Boëme, 9 km de Blanzac, 11 km de Montmoreau et de Villebois-Lavalette.
La D 674, route d'Angoulême à Libourne, borde la commune à l'est et passe à 1,5 km du bourg. La D 5, route de La Rochebeaucourt à Barbezieux par Villebois et Blanzac traverse la commune d'est en ouest et passe près du bourg, ainsi que la D 22 de Villebois à Châteauneuf un peu plus au nord.
D'autres routes départementales de moindre importance traversent la commune, dont la D 438 qui passe au bourg, et la D 46 au sud de la commune en direction de Pérignac.
La ligne Paris-Bordeaux traverse la commune, mais les gares les plus proches sont celles de Montmoreau et d'Angoulême. La gare de Charmant situé en limite est de commune n'offre plus d'arrêt.

### Hameaux et lieux-dits
L'habitat est dispersé et la commune compte de nombreux hameaux et fermes. Sainte-Aquitière et la Berche sont au pied du bourg sur la route de Villebois à Blanzac. Plus au nord, on trouve Puygâti. Au sud, on trouve chez Bignon, ainsi que Bois-Rond sur la route d'Angoulême à Libourne, et la Meulière au sud-ouest en limite de commune, le Pin à l'ouest du bourg, etc. Le bourg n'est pas plus gros qu'un hameau.

### Communes limitrophes
| Voulgézac  | Fouquebrune |                |
| Bécheresse | Chadurie    | Boisné-La Tude |
| Pérignac   | Montmoreau  |                |

### Géologie et relief
Géologiquement, la commune de Chadurie est dans la zone calcaire du Bassin aquitain datant du Crétacé supérieur, comme toute la moitié sud de la Charente.
On trouve le Coniacien et le Santonien sur la partie nord de la commune, le Coniacien dans les zones plus basses. Le sud de la commune est occupé par le Campanien, et une cuesta assez creusée et par paliers faisant face au nord et qui passe au bourg marque un dénivelé sensible. On peut suivre cet escarpement d'est en ouest dans tout le Sud-Charente, entre Gurat et le sud de Cognac, par Jurignac et Bouteville.
Les sommets boisés au sud et à l'ouest de la commune sont recouverts de dépôts du Tertiaire (Lutétien et Cuisien), composé de galets, sables et argiles. Ces dépôts ont été altérés lors du Quaternaire. On trouve aussi des colluvions du Pléistocène (sables argilo-calcaires) par endroits sur les flancs (chez Baron),,.
Le relief de la commune est assez vallonné. Le point culminant est à une altitude de 201 m, situé en limite sud près du réservoir de la Croix de Verdelette. Le point le plus bas est à 78 m, situé le long de la Boëme au nord, au pied du logis de Puygâti. Le bourg, construit sur un éperon allongé, est à 150 m d'altitude.

### Hydrographie

#### Réseau hydrographique

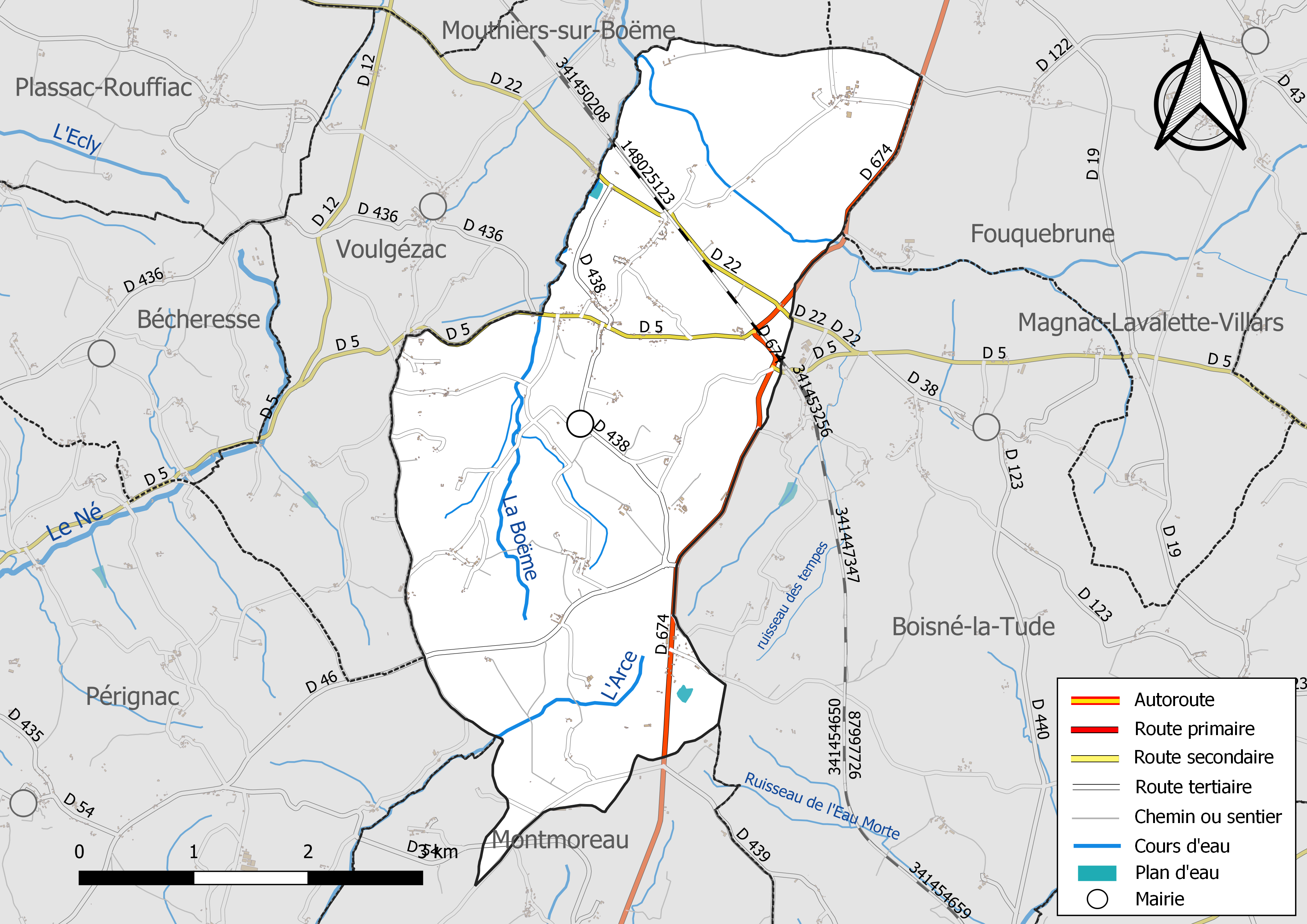
Réseaux hydrographique et routier de Chadurie.

La commune est située dans le bassin versant de la Charente et le bassin de la Dordogne au sein  du Bassin Adour-Garonne. La limite sud-est de commune est aussi la ligne de partage des eaux entre Charente et Dordogne.  Elle est drainée par la Boëme, l'Arce et par divers petits cours d'eau, qui constituent un réseau hydrographique de 11 km de longueur totale,.
La Boëme, dont le débit a alimenté moult moulins et usines, prend sa source dans la commune, au sud-ouest du bourg et coule vers le nord. De nombreux ruisseaux temporaires s'écoulant des vallons escarpés à l'ouest du bourg la rejoignent. Elle passe aussi à Saint-Aquitière, la Berche et Vesne, avant d'être rejointe à sa sortie de la commune par le ruisseau des Tempes qui arrive de Charmant. D'une longueur totale de 23,2 km, elle se jette  dans la Charente à Sireuil, après avoir traversé 6 communes.
L'Arce, d'une longueur totale de 4 km, prend sa source dans la commune  et se jette  dans le Né à Val des Vignes, après avoir traversé 9 communes.
Le ruisseau de Chaverrut, appelé Arce plus en aval, est un affluent du Né, sous-affluent de la Charente. Il prend sa source au sud de la commune et se dirige vers le sud-ouest.
Il faut aussi signaler de nombreuses petites retenues d'eau au sud autour de Bois-Rond, favorisées par la nature imperméable du sol sur ces hauteurs et permettant l'irrigation.

#### Gestion des cours d'eau
Le territoire communal est couvert par les schémas d'aménagement et de gestion des eaux (SAGE) « Charente » et « Isle - Dronne ». Le SAGE « Charente», dont le territoire correspond au bassin de la Charente, d'une superficie de 9 300 km2, a été approuvé le 19 novembre 2019. La structure porteuse de l'élaboration et de la mise en œuvre est l'établissement public territorial de bassin Charente. Le SAGE « Isle - Dronne», dont le territoire regroupe les bassins versants de l'Isle et de la Dronne, d'une superficie de 7 500 km2, a été approuvé le 2 août 2021. La structure porteuse de l'élaboration et de la mise en œuvre est l'établissement public territorial de bassin de la Dordogne (EPIDOR). Ils définissent chacun sur leur territoire les objectifs généraux d’utilisation, de mise en valeur et de protection quantitative et qualitative des ressources en eau superficielle et souterraine, en respect des objectifs de qualité définis dans le troisième SDAGE  du Bassin Adour-Garonne qui couvre la période 2022-2027, approuvé le 10 mars 2022.

### Climat
Comme dans les trois quarts sud et ouest du département, le climat est océanique aquitain.

## Urbanisme

### Typologie
Au 1er janvier 2024, Chadurie est catégorisée commune rurale à habitat dispersé, selon la nouvelle grille communale de densité à 7 niveaux définie par l'Insee en 2022.
Elle est située hors unité urbaine. Par ailleurs la commune fait partie de l'aire d'attraction d'Angoulême, dont elle est une commune de la couronne,. Cette aire, qui regroupe 94 communes, est catégorisée dans les aires de 50 000 à moins de 200 000 habitants,.

### Occupation des sols
L'occupation des sols de la commune, telle qu'elle ressort de la base de données européenne d’occupation biophysique des sols Corine Land Cover (CLC), est marquée par l'importance des territoires agricoles (80,9 % en 2018), en augmentation par rapport à 1990 (78,6 %). La répartition détaillée en 2018 est la suivante : 
terres arables (56,7 %), zones agricoles hétérogènes (21,4 %), forêts (19,1 %), cultures permanentes (2,8 %). L'évolution de l’occupation des sols de la commune et de ses infrastructures peut être observée sur les différentes représentations cartographiques du territoire : la carte de Cassini (XVIIIe siècle), la carte d'état-major (1820-1866) et les cartes ou photos aériennes de l'IGN pour la période actuelle (1950 à aujourd'hui).

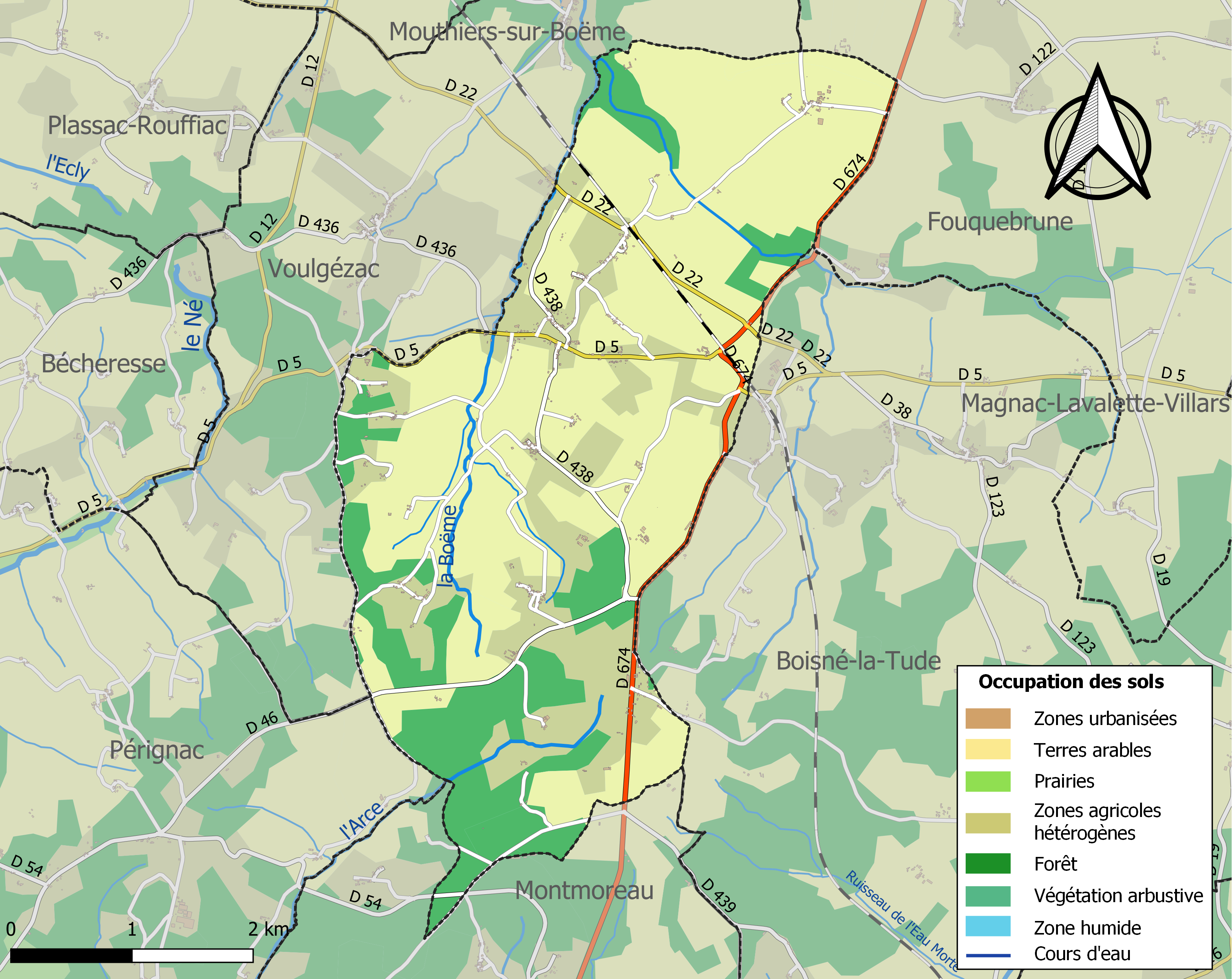
Carte des infrastructures et de l'occupation des sols de la commune en 2018 (CLC).

### Risques majeurs
Le territoire de la commune de Chadurie est vulnérable à différents aléas naturels : météorologiques (tempête, orage, neige, grand froid, canicule ou sécheresse), feux de forêts et séisme (sismicité faible). Il est également exposé à un risque technologique,  le transport de matières dangereuses. Un site publié par le BRGM permet d'évaluer simplement et rapidement les risques d'un bien localisé soit par son adresse soit par le numéro de sa parcelle.

#### Risques naturels
Chadurie est exposée au risque de feu de forêt du fait de la présence sur son territoire du bois de Pérignac – Puypéroux. Un plan départemental de protection des forêts contre les incendies (PDPFCI) a été élaboré pour la période 2017-2026, faisant suite à un plan 2007-2016. Les mesures individuelles de prévention contre les incendies sont précisées par divers arrêtés préfectoraux et s’appliquent dans les zones exposées aux incendies de forêt et à moins de 200 mètres de celles-ci. L’arrêté du 3 mai 2016 règlemente l'emploi du feu en interdisant notamment d’apporter du feu, de fumer et de jeter des mégots de cigarette dans les espaces sensibles et sur les voies qui les traversent sous peine de sanctions. L'arrêté du 27 décembre 2019 rend le débroussaillement obligatoire, incombant au propriétaire ou ayant droit,,,.

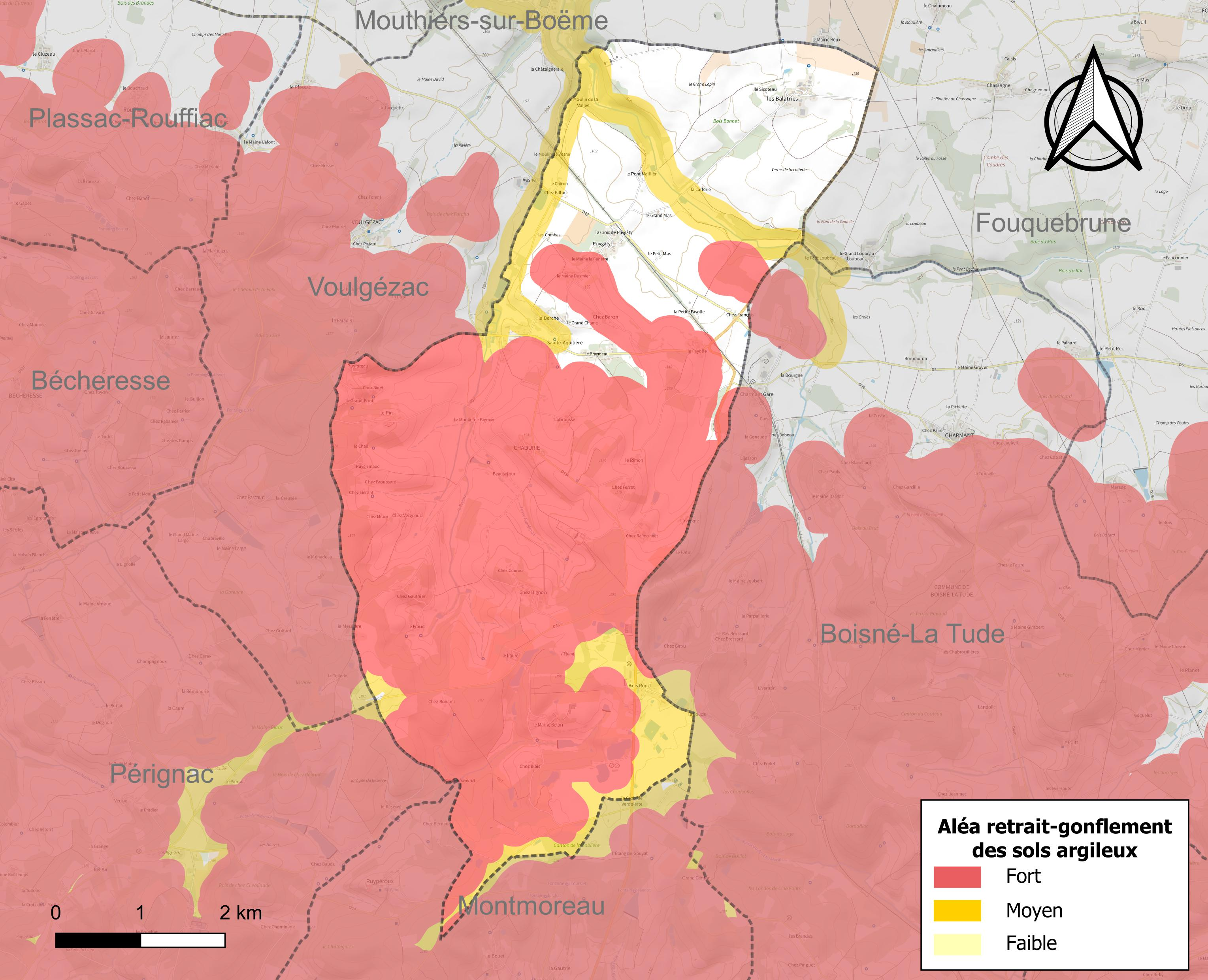
Carte des zones d'aléa retrait-gonflement des sols argileux de Chadurie.

Le retrait-gonflement des sols argileux est susceptible d'engendrer des dommages importants aux bâtiments en cas d’alternance de périodes de sécheresse et de pluie. 75,6 % de la superficie communale est en aléa moyen ou fort (67,4 % au niveau départemental et 48,5 % au niveau national). Sur les 259 bâtiments dénombrés sur la commune en 2019,  205 sont en aléa moyen ou fort, soit 79 %, à comparer aux 81 % au niveau départemental et 54 % au niveau national. Une cartographie de l'exposition du territoire national au retrait gonflement des sols argileux est disponible sur le site du BRGM,.
Par ailleurs, afin de mieux appréhender le risque d’affaissement de terrain, l'inventaire national des cavités souterraines permet de localiser celles situées sur la commune.
La commune a été reconnue en état de catastrophe naturelle au titre des dommages causés par les inondations et coulées de boue survenues en 1982, 1983, 1993, 1999, 2012 et 2015. Concernant les mouvements de terrains, la commune a été reconnue en état de catastrophe naturelle au titre des dommages causés par la sécheresse en 2003 et par des mouvements de terrain en 1999.

#### Risques technologiques
Le risque de transport de matières dangereuses sur la commune est lié à sa traversée par une ou des infrastructures routières ou ferroviaires importantes ou la présence d'une canalisation de transport d'hydrocarbures. Un accident se produisant sur de telles infrastructures est susceptible d’avoir des effets graves sur les biens, les personnes ou l'environnement, selon la nature du matériau transporté. Des dispositions d’urbanisme peuvent être préconisées en conséquence.

## Toponymie
Le nom de Chadurie est attesté par les formes anciennes Cadureia en 1030-1044, Catureia en 1110, Chadureya en 1298, Chaduria en 1293.
L'origine du nom de Chadurie remonterait au mot gaulois caturiea signifiant villa, comme Cadrieu dans le Lot.
Une voie romaine traversait le territoire communal. En gaulois, Caturedia signifierait « ville des guerriers montés » : catu-, terme de nom gaulois, combat; -redia-, terme de nom de lieu, dérivé de la racine red, conduire, qu'on retrouve dans reda (voiture à quatre roues), ou, plus simplement « conducteur de char »
Une autre origine du nom a été proposée. Le petit bourg de Chadurie est situé près de la plus haute source de la Boëme et doit à cette position son nom, anciennement écrit Chapdourie (chef du ri, ou chap dou ri en occitan signifiant « tête du ruisseau »),. Toutefois, les formes anciennes infirment cette explication.

## Histoire
Chadurie était au bord du chemin Boisné, ancienne voie romaine reliant Saintes à Périgueux, et une ruine, aujourd'hui disparue, d'époque romaine, appelée Prison des Romains et figurant encore sur le plan cadastral, atteste l'ancienneté de ce village,.
Michon avait retrouvé des traces de cet édifice près de la Berche. Au XIXe siècle, c'était encore un petit édifice carré construit en petit appareil, au sommet d'une colline dominant le chemin Boisné, qui avait encore une salle voûtée,.
L'archéologie aérienne a aussi révélé à la Berche des traces de fossés antiques. Cet endroit pourrait être le Sarrum de cette ancienne voie romaine,.
Aux XVIe et XVIIe siècles, Chadurie était le siège d'un fief appartenant à la famille noble de Laage, qui formaient deux seigneuries : Chadurie et Puygaty. Chadurie relevait de la justice de Montmoreau.
Pendant la première moitié du XXe siècle, la commune était desservie par la petite ligne ferroviaire d'intérêt local à voie métrique des Chemins de fer économiques des Charentes allant de Blanzac à Lavalette, et un arrêt était situé à Sainte-Acquitière.
C'est aussi à Sainte-Acquitière que se tenaient des foires chaque 17 du mois, depuis longue date.

## Administration
| Période                                  | Période  | Identité                   | Étiquette   | Qualité                                                                      |
| ---------------------------------------- | -------- | -------------------------- | ----------- | ---------------------------------------------------------------------------- |
| 1919                                     | ?        | Daniel Fougère (1851-1930) | Clémenciste | Propriétaire agriculteur, Président de la Fédération agricole de la Charente |
| Les données manquantes sont à compléter. |          |                            |             |                                                                              |
| depuis 1999                              | En cours | Jean-Michel Arvoir         |             | Artisan rural                                                                |

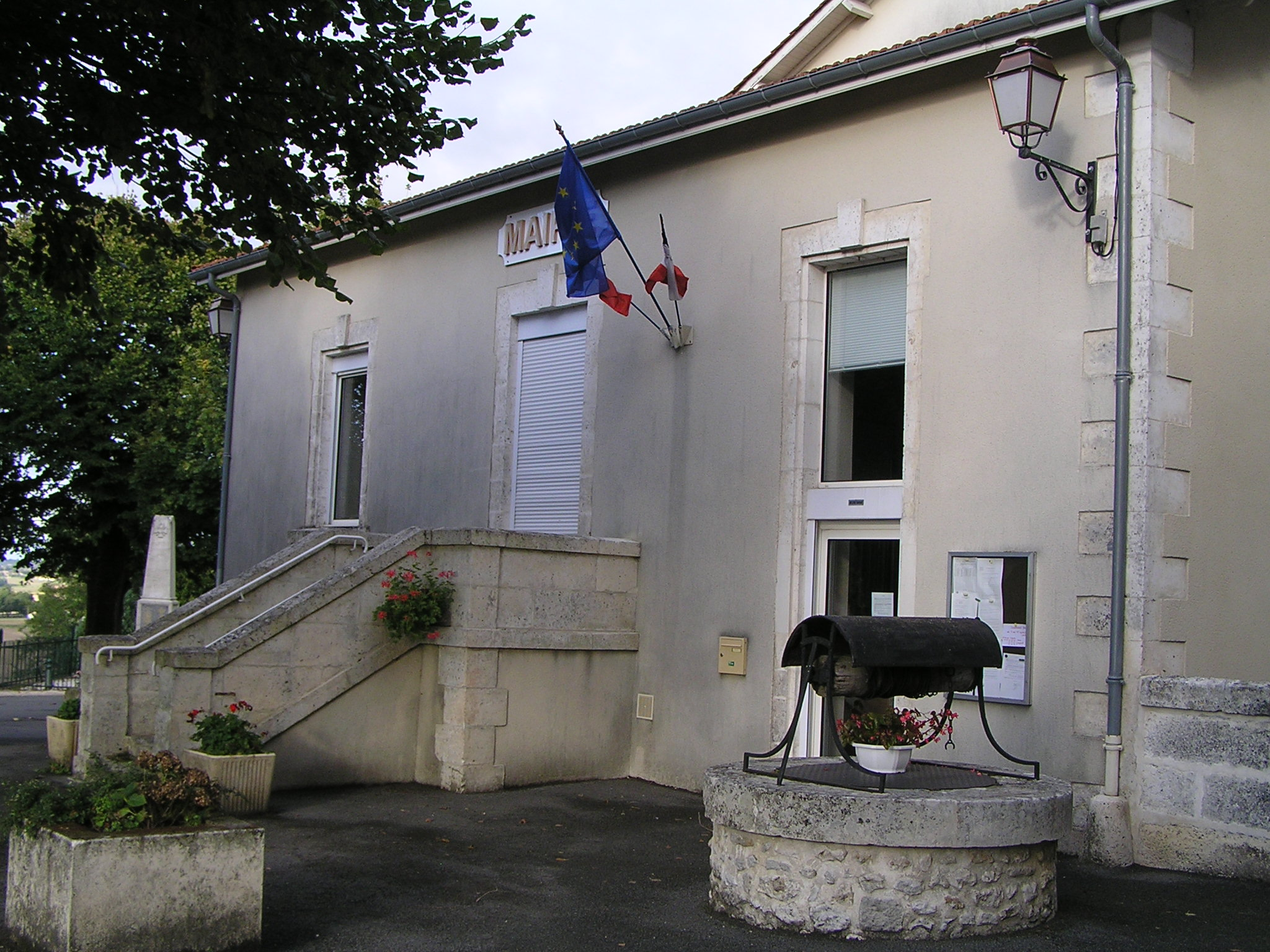
Mairie de Chadurie.

Chadurie a rejoint la communauté de communes d'Horte et Lavalette le 1er janvier 2013.
Auparavant elle a été auparavant à la CC du Blanzacais, puis en 2012 à la CC des 4B, et intégrera la communauté de communes Tude et Dronne le 1er janvier 2017.

## Démographie

### Évolution démographique
L'évolution du nombre d'habitants est connue à travers les recensements de la population effectués dans la commune depuis 1793. Pour les communes de moins de 10 000 habitants, une enquête de recensement portant sur toute la population est réalisée tous les cinq ans, les populations de référence des années intermédiaires étant quant à elles estimées par interpolation ou extrapolation. Pour la commune, le premier recensement exhaustif entrant dans le cadre du nouveau dispositif a été réalisé en 2008.

En 2022, la commune comptait 509 habitants, en évolution de +0,2 % par rapport à 2016 (Charente : −0,48 %, France hors Mayotte : +2,11 %).
| 1793 | 1800 | 1806 | 1821 | 1831 | 1841 | 1846 | 1851 | 1856 |
| ---- | ---- | ---- | ---- | ---- | ---- | ---- | ---- | ---- |
| 798  | 766  | 911  | 862  | 809  | 809  | 804  | 764  | 730  |

| 1861 | 1866 | 1872 | 1876 | 1881 | 1886 | 1891 | 1896 | 1901 |
| ---- | ---- | ---- | ---- | ---- | ---- | ---- | ---- | ---- |
| 726  | 732  | 686  | 675  | 662  | 643  | 559  | 560  | 520  |

| 1906 | 1911 | 1921 | 1926 | 1931 | 1936 | 1946 | 1954 | 1962 |
| ---- | ---- | ---- | ---- | ---- | ---- | ---- | ---- | ---- |
| 554  | 595  | 526  | 510  | 521  | 511  | 459  | 470  | 517  |

| 1968 | 1975 | 1982 | 1990 | 1999 | 2006 | 2008 | 2013 | 2018 |
| ---- | ---- | ---- | ---- | ---- | ---- | ---- | ---- | ---- |
| 449  | 408  | 417  | 474  | 484  | 512  | 521  | 509  | 508  |

| 2022 | - | - | - | - | - | - | - | - |
| ---- | - | - | - | - | - | - | - | - |
| 509  | - | - | - | - | - | - | - | - |

### Pyramide des âges
La population de la commune est relativement jeune.
En 2018, le taux de personnes d'un âge inférieur à 30 ans s'élève à 32 %, soit au-dessus de la moyenne départementale (30,2 %). À l'inverse, le taux de personnes d'âge supérieur à 60 ans est de 27,8 % la même année, alors qu'il est de 32,3 % au niveau départemental.
En 2018, la commune comptait 262 hommes pour 246 femmes, soit un taux de 51,57 % d'hommes, largement supérieur au taux départemental (48,41 %).
Les pyramides des âges de la commune et du département s'établissent comme suit.
| Hommes | Classe d’âge | Femmes |
| ------ | ------------ | ------ |
| 0,4    | 90 ou +      | 2,0    |
| 5,0    | 75-89 ans    | 6,9    |
| 22,9   | 60-74 ans    | 18,3   |
| 21,0   | 45-59 ans    | 28,0   |
| 16,0   | 30-44 ans    | 15,4   |
| 17,2   | 15-29 ans    | 15,4   |
| 17,6   | 0-14 ans     | 13,8   |

| Hommes | Classe d’âge | Femmes |
| ------ | ------------ | ------ |
| 1      | 90 ou +      | 2,7    |
| 9,2    | 75-89 ans    | 12     |
| 20,6   | 60-74 ans    | 21,3   |
| 20,7   | 45-59 ans    | 20,3   |
| 16,8   | 30-44 ans    | 16     |
| 15,6   | 15-29 ans    | 13,4   |
| 16,1   | 0-14 ans     | 14,3   |

## Économie

### Agriculture
Le sol communal est partagé principalement entre bois et culture céréalière intensive (maïs et blé).
La viticulture occupe une partie de l'activité agricole. La commune est située dans les Fins Bois, dans la zone d'appellation d'origine contrôlée du cognac.

## Équipements, services et vie locale

### Enseignement
Chadurie possédait une école élémentaire comprenant deux classes en 2010. Elle a fermé en 2023.
Le secteur du collège est Blanzac.

## Lieux et monuments

### Patrimoine religieux

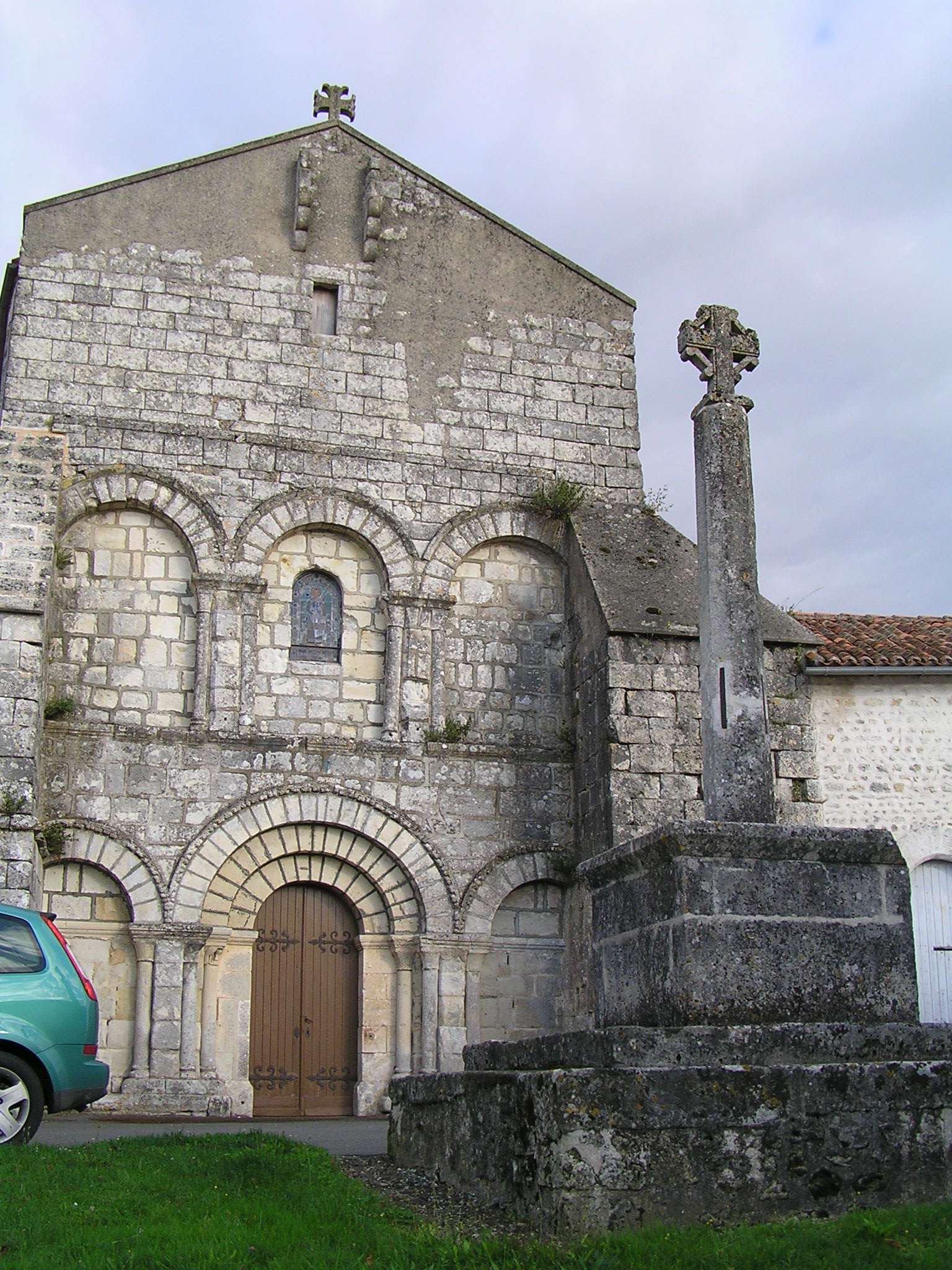
L'église Saint-Saturnin.

L'église paroissiale Saint-Saturnin a été construite au XIIe siècle. Sa nef fut revoûtée en briques en 1856, puis en 2005. Le clocher, victime de la foudre, fut remonté en 1874. L'une des cloches eut pour parrain le maire d'alors, Antoine Seguin, en 1875. Il est à remarquer que l'abbé Michon, fondateur de l'école des Thibaudières, fut curé de Chadurie en 1837. L'édifice est inscrit aux monuments historiques depuis 1925.

### Patrimoine civil
Le logis de Puygâty a été construit sous Louis XI aux environs de 1465, il devint la seigneurie de Chadurie. Grâce à la famille de Laâge, qui le gardera plus de deux siècles, et à M. de Arceluz, sauveur et restaurateur de ce logis, il a été inscrit aux monuments historiques en 1987.
Le logis des Thibaudières  est une bâtisse de style Renaissance, avec un toit à la Mansart, ayant appartenu à la famille de La Laurencie. L'abbé Michon y fonda une école pour enfants défavorisés de 1832 à 1838, avant de fonder la congrégation Notre-Dame des Anges à l'abbaye de Puypéroux. Aujourd'hui ce logis est devenu le siège de la congrégation religieuse les Oblates de Saint-Benoît qui l'ont transformé en maison de retraite.

## Personnalités liées à la commune
- Francois Faure né à Chadurie en 1612, évêque d'Amiens.
- Jean Hippolyte Michon, 1808-1881, historien, graphologue, curé de Chadurie, fondateur de la congrégation Notre-Dame-des-Anges à Puypéroux.
- René Charles, (1927-2006), collectionneur de films (cinéma ambulant) des années 1940.
- Henry Normand de La Tranchade et sa femme, maires de la commune de 1953 à 1971.